# Auctoritates Aristotelis

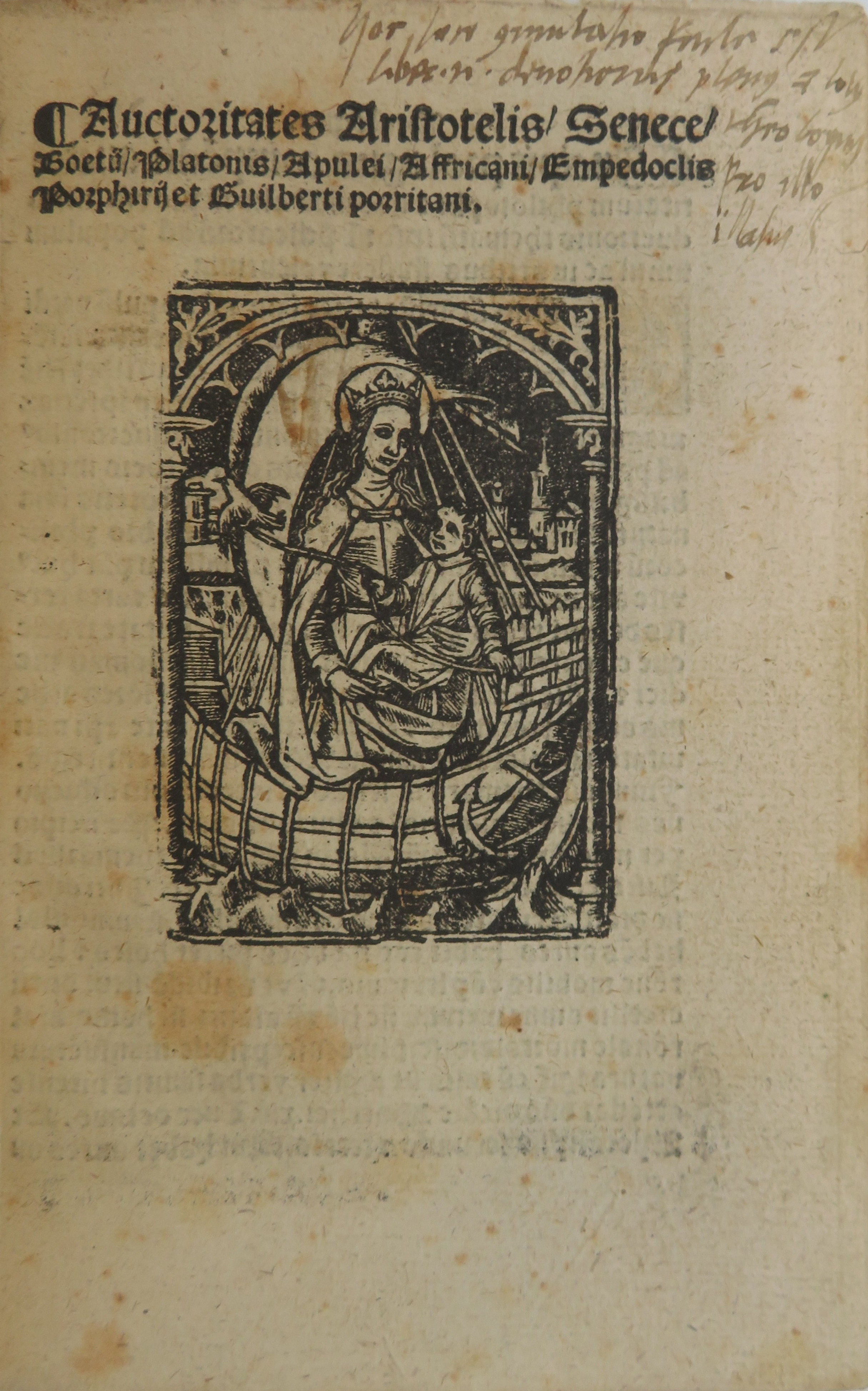
Portada de Auctoritates Aristotelis, impreso por Jacques Pouchin en 1518

El Auctoritates Aristotelis (Textos de Aristóteles) también conocido como Parvi flores fue un popular florilegio (antología de breves extractos)  compuesto a finales del siglo XIII probablemente por el erudito italiano Marsilio de Padua.
Recoge textos de Aristóteles, Séneca, Boecio, Platón, Apuleyo, Empedocles, Porfirio y Guilberto Porritano.
Esta extensa colección de sententiae (opiniones) derivadas de textos escolásticos. Dice en el prólogo que su obra está destinada a prestar asistencia tanto para la predicación al pueblo como para el estudio de las artes. La obra disfrutó de una amplia circulación, proporcionando una forma conveniente de acceder a la filosofía de Aristóteles y otros autores, o de embellecer una composición o sermón con citas de su obra.
Sus citas aparecen en bastantes obras del gótico y el Renacimiento como La Celestina